# Ceraclea giudicellii
Ceraclea giudicellii är en nattsländeart som beskrevs av G. Marlier 1986. Ceraclea giudicellii ingår i släktet Ceraclea och familjen långhornssländor. Inga underarter finns listade i Catalogue of Life.